# Roland Streiner
Roland Streiner (* 3. November 1961 in Klagenfurt) ist ein österreichischer Chorleiter, Arrangeur, Komponist und Musikpädagoge, Direktor des ehemaligen Kärntner Landeskonservatoriums und seit 2019 Rektor der Gustav Mahler Privatuniversität für Musik in Klagenfurt.

## Leben und Wirken
Streiner erhielt neben dem Schulbesuch am Bundesrealgymnasium Klagenfurt Viktring (musikalischer Zweig) am Kärntner Landeskonservatorium Unterricht in Klavier bei Hanna Inzko und Walter Langer sowie Posaune bei Rupert Hörmannseder. Ab 1980 studierte er Musikpädagogik an der Universität für Musik und darstellende Kunst Wien (u. a. Gesang bei Rotraud Hausmann und Klavier bei Hans Wolleitner) sowie am Konservatorium Privatuniversität Wien den Fachbereich Jazz bei Roland Batik (Jazz-Piano) und Heinz Czadek (Jazzarrangement). Ab 1987 folgten drei Studienjahre für Lied und Oratorium unter Erik Werba an der Universität für Musik und darstellende Kunst Wien. Zudem absolvierte er  verschiedene Meisterkurse im klassischen Liedgesang u. a. bei Peter Schreier.
Ab 1983 entwickelte sich neben kleineren solistischen Engagements als Bariton  eine Zusammenarbeit mit dem Vienna Art Orchestra und Wolfgang Puschnig, die für Streiner prägend war. Er war Mitglied des Arnold Schoenberg Chores und dort auch Assistent von Erwin Ortner. Ebenfalls prägend waren Einstudierungen der Wiener Staatsoper im Rahmen der Wiener Festwochen sowie die Zusammenarbeit des Arnold Schönberg Chores mit Nikolaus Harnoncourt.
Streiner wirkte mehrere Jahre als musikalischer Aufnahmeleiter für klassische Produktionen im österreichischen Rundfunk (1988–1991) und bei Produktionen unter Labels wie Teldec, Koch Records. 1998 erhielt die unter seiner Aufnahmeleitung erfolgte Produktion „Franz Schubert – Das gesamte weltliche Chorwerk“ mit dem Arnold Schönberg Chor zahlreiche internationale Preise.  Für zwei Jahre war Streiner Bühnenkapellmeister an der Wiener Staatsoper. 1993 übernahm er eine Lehrtätigkeit für Gesang, Chorleitung und Korrepetition am Kärntner Landeskonservatorium. Von 2001 bis 2019 war er Direktor dieses Instituts und war außerdem bis 2014 künstlerisch verantwortlich für die Kooperation mit der Universität Klagenfurt im Fachbereich Angewandte Musikwissenschaft.
Die Schwerpunkte der Lehrtätigkeit lagen im klassischen Liedgesang (Interpretation), der chorischen Komposition und Satztechnik, der Fachdidaktik und dem Musikmanagement. Im Jahre 2000 gründete Streiner die Chorakademie Kärnten, deren Leitung er Jahr 2003 abgab. Seit 1995 leitete er Vokalprojekte im Rahmen der Ausbildung für Chorleiter am Kärntner Landeskonservatorium und gründete dazu 2005 das Vokalensemble StudioVokal Kärnten, das sich stilistisch hybride Programmatiken zum Ziel setzt.
In den Jahren 2000–2012 entstanden zahlreiche Kompositionen, Bearbeitungen und Werke für Vokal- und Instrumentalensembles. Ende 2017 wurde mit der Umwandlung des  Kärntner Landeskonservatoriums zur Gustav Mahler Privatuniversität für Musik begonnen, welcher Streiner seit Juli 2019 als Rektor vorsteht.
Sein Vater war der Chorleiter und Komponist Hans Streiner (1931–2024).